# Inductive Output Tube

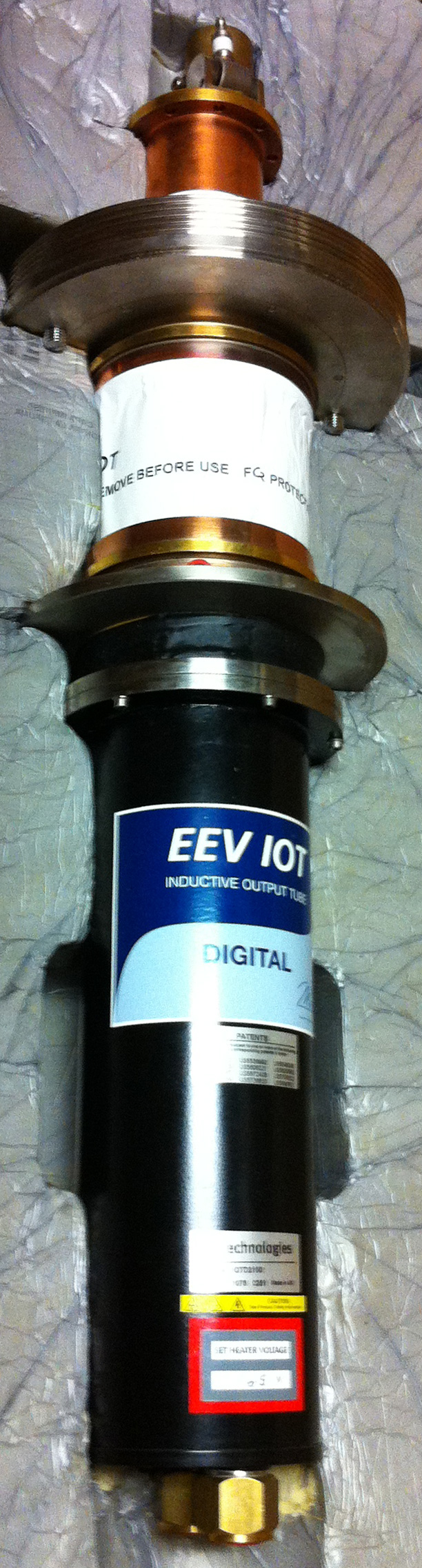
IOT aus einem Fernsehsender

Die Inductive Output Tube (IOT) ist eine Elektronenröhre zur Verstärkung von Hochfrequenzsignalen in den Frequenzbändern UHF und L. In der IOT wird die Intensität eines Kathodenstrahls, wie bei der Tetrode, über ein Gitter moduliert. Der modulierte Elektronenstrahl gewinnt Energie durch ein statisches Hochspannungsfeld zwischen dem Gitter und einer rohrförmigen Beschleunigungselektrode (Anode), wird magnetisch fokussiert und passiert dann einen Hohlraumresonator, in welchem seine Dichtemodulation wie bei einem Klystron in Hochfrequenzleistung umgesetzt wird. Anschließend trifft er auf einen Auffänger (Kollektor).
Aus dem Hohlraumresonator wird die Hochfrequenzleistung wie beim Klystron durch elektromagnetische Kopplung mit einem Wellenleiter (Koaxial- oder Hohlleiter) entzogen. Die rohrförmige Anode verhindert zudem eine Rückkopplung der Hochfrequenz in den Gitter-Anodenraum.
Die IOT wird auch Klystrode genannt, da sie als eine Kombination aus Klystron und Triode betrachtet werden kann. Es wurden Wirkungsgrade bis zu 75 % gemessen.
Die obere Grenzfrequenz wird wie bei Scheibentrioden durch den Abstand des Gitters von der Kathode bestimmt; er beträgt nur etwa 0,1 mm, um zu gewährleisten, dass die Elektronen das Gitter passiert haben, bevor die Modulationsspannung ihre Polarität wechselt. Die maximale Betriebsfrequenz liegt daher heute bei 1500 MHz.
IOTs werden hauptsächlich in starken terrestrischen Fernsehsendern, zunehmend aber auch in Teilchenbeschleunigern der Hochenergiephysik eingesetzt. Sie haben dort das Klystron im Leistungsbereich bis etwa 100 kW weitgehend verdrängt. Die Vorteile gegenüber dem Klystron sind der um 10–20 % höhere Wirkungsgrad, die vergleichsweise geringen Abmessungen und, damit verbunden, der um ca. 30 % geringere Preis. Nachteilig ist insbesondere die geringe Verstärkung von nur ca. 22–25 dB. (Klystrons erreichen typischerweise Verstärkungen von >40 dB.) Im Bereich noch höherer Leistungen und Frequenzen ist das Klystron derzeit noch konkurrenzlos.